# 贫叶早熟禾
贫叶早熟禾（学名：Poa oligophylla）为禾本科早熟禾属下的一个种。